# Tuorlo

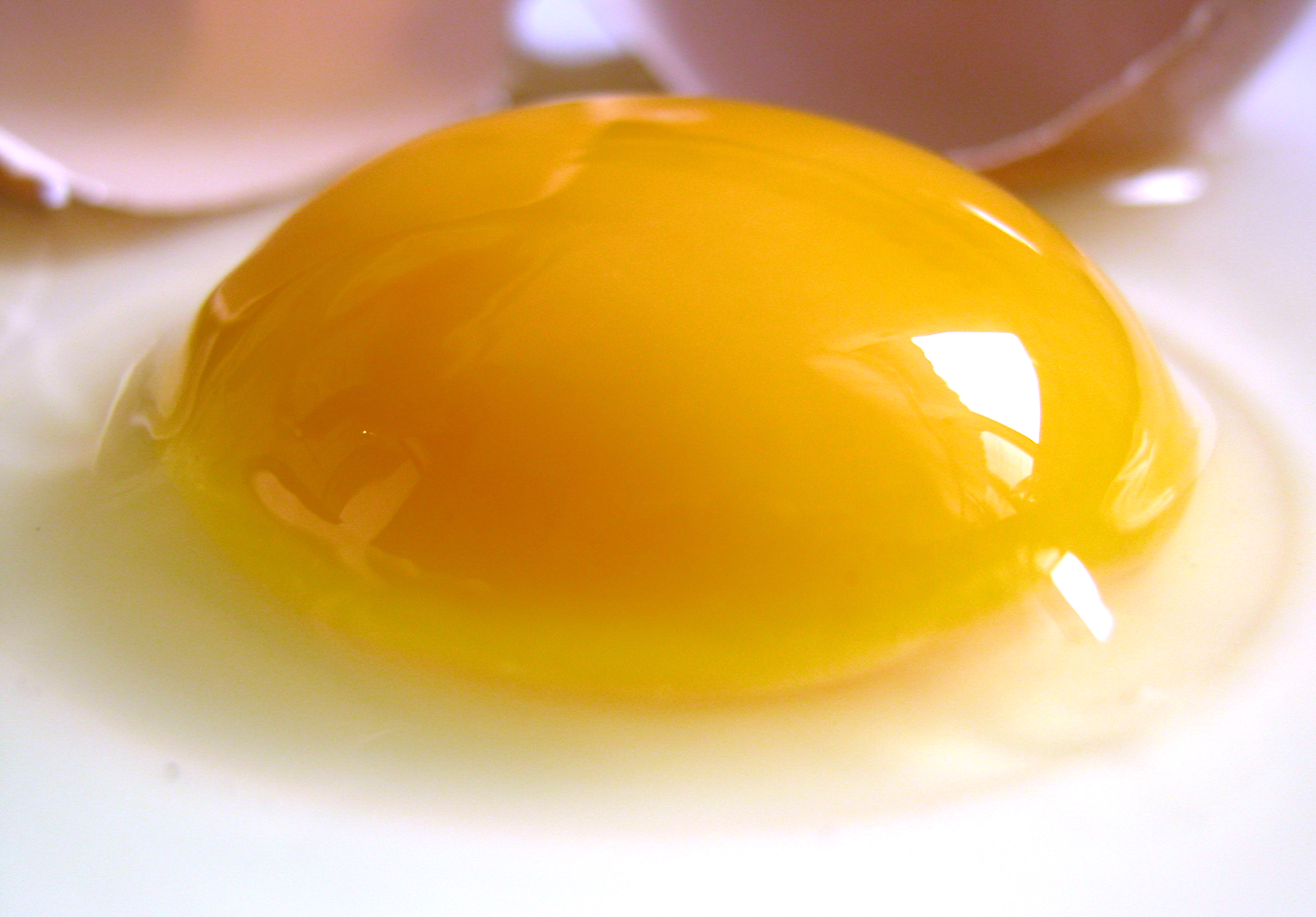
Il tuorlo di un uovo di gallina

Il tuorlo (o torlo, deutoplasma, vitello, lecite) è una parte interna dell'uovo (il "giallo" o "rosso").
La sua funzione è quella di fornire il nutrimento necessario all'embrione. Nelle uova degli uccelli, il tuorlo è mantenuto in sospensione nell'albume da uno o due filamenti (ognuno dei quali è chiamato calaza).
Nell'alimentazione umana, il tuorlo d'uovo è fonte di vitamine e minerali, contiene la totalità dei grassi e del colesterolo dell'intero uovo, e circa la metà delle proteine. Il tuorlo è la seconda fonte alimentare di vitamina D, dopo il pesce.
Solitamente il tuorlo coagula a 65 °C.
Dal tuorlo d'uovo si può ricavare l'olio d'uovo che, essendo privo di proteine dell'uovo, può essere utilizzato con sicurezza da persone che sono allergiche alle uova, per applicazioni topiche come la cura dei capelli e della pelle.